# Kulturåret 1719

## Nya verk
- Boërosia av Nils Hufwedsson Dal
- Robinson Crusoe av Daniel Defoe

## Födda
- 5 april - Axel von Fersen (död 1794), svensk fältmarskalk och ledamot av Svenska Akademien.
- 24 april - Giuseppe Baretti (död 1789), italiensk författare.
- augusti - Clas Blechert Trozelius (död 1794), svensk ekonomisk författare och professor.
- 21 september – Christian Lunell, (död 1792), svensk professor, rektor och målare.
- 27 september
  - Barbara Campanini (död 1799), italiensk ballerina.
  - Abraham Gotthelf Kästner (död 1800), tysk matematiker och poet.
- 12 november - Leopold Mozart (död 1787), tysk violinist och tonsättare.
- okänt datum - Ferdinand Zellbell d.y. (död 1780), svensk kompositör, hovkapellmästare och organist.
- okänt datum - Petter Stenborg (död 1781), svensk skådespelare, och teaterledare,
- okänt datum - William Bradford (död 1791), amerikansk boktryckare och officer.
- okänt datum - Fredrika Eleonora Falck (död 1749), svensk fötfattare och psalmförfattare.

## Avlidna
- 23 februari - Bartholomäus Ziegenbalg (född 1682), tysk missionspionjär, religionshistoriker och språkforskare.
- 7 april - Elias Palmskiöld (född 1667), svensk arkivman, samlare och arkivsekreterare i Riksarkivet.
- 3 maj - Pierre Legros (född 1666), fransk skulptör under barocken.
- 26 juli - Johann Georg Störl (född 1675), tysk organist och koralkompositör.
- 6 september - Carlo Cignani (född 1628), italiensk målare.
- 14 oktober - Arnold Houbraken (född 1660), nederländsk konstnär och biograf.
- okänt datum - Christoph Ludwig Agricola (född 1667), tysk landskapsmålare.
- okänt datum - Peeter van Bredael (född 1629), flamländsk målare.
- okänt datum - William Talman (född 1650), engelsk arkitekt och landskapsarkitekt.